# Heart Mining
『Heart Mining』（ハート マイニング）は2017年12月20日にリリースされたaccessの8thアルバム。発売元はソニー・ミュージックアソシエイテッドレコーズ。

## 概要
累計売上は0.6万枚を記録。オリコン週間ランキングではオリジナルアルバムとしては初めてトップ20入りを逃がし、自己最低の22位に終わった。初回限定盤にはボーナストラックとして2017年9月16日に行われた「access 25th Anniversary TOUR 2017 double decades + half」三郷市文化会館公演で演奏された「Inside me, Inside you」のライブ音源が収録されたほか、2016年12月16日に行われた「access TOUR 2016 24SYNC」中野サンプラザ公演の映像を収めたDVDが付属している。

## 収録曲
| 全作曲・編曲: 浅倉大介。 |                                               |               |            |      |
| #                        | タイトル                                      | 作詞          | 作曲・編曲 | 時間 |
| 1.                       | 「Cassini (Instrumental)」                    |               | 浅倉大介   | 1:31 |
| 2.                       | 「Crack Boy」                                 | 貴水博之      | 浅倉大介   | 5:09 |
| 3.                       | 「Vertical Innocence (Heart Mining Ver.)」    | 貴水博之、AXS | 浅倉大介   | 6:56 |
| 4.                       | 「Inside me, Inside you」                     | 井上秋緒      | 浅倉大介   | 3:29 |
| 5.                       | 「Tragedy」                                   | 貴水博之      | 浅倉大介   | 4:41 |
| 6.                       | 「Discover Borderless」                       | 貴水博之      | 浅倉大介   | 4:00 |
| 7.                       | 「Knock beautiful smile (Heart Mining Ver.)」 | 貴水博之      | 浅倉大介   | 6:30 |
| 8.                       | 「Friend Mining」                             | 貴水博之      | 浅倉大介   | 2:06 |
| 9.                       | 「Heart Mining」                              | 貴水博之      | 浅倉大介   | 3:25 |
| 10.                      | 「Voyager (Instrumental)」                    |               | 浅倉大介   | 2:20 |
| 11.                      | 「永遠dive (Heart Mining Ver.)」              | 貴水博之      | 浅倉大介   | 5:09 |
| 合計時間:                | 合計時間:                                     | 合計時間:     | 45:16      |      |

## 楽曲解説
1. Cassini (Instrumental)
2. Crack Boy
3. Vertical Innocence (Heart Mining Ver.)
24thシングルのアルバムバージョン。
4. Inside me, Inside you
5. Tragedy
6. Discover Borderless
7. Knock beautiful smile (Heart Mining Ver.)
28thシングルのアルバムバージョン。
8. Friend Mining
9. Heart Mining
10. Voyager (Instrumental)
11. 永遠dive (Heart Mining Ver.)
22ndシングルのアルバムバージョン。

## 参加ミュージシャン・スタッフ
- ギター：清水武仁（M4、M6）
- ベース：吉田建（M4）
- レコーディング・エンジニア：浅倉大介
- レコーディング・エンジニア：大里正毅
- ミキシング・エンジニア：浅倉大介
- ミキシング・エンジニア：大里正毅（M4、M6、M8）
- ミキシング・エンジニア：YOW-ROW（M2、M5、M9）
- マスタリング・エンジニア：前田康二（Bernie Grundman Mastering）
- A&R：今泉秀一郎（Sony Music Associated Records）
- エグゼクティブ・プロデューサー：新堀裕子（Darwin）
- エグゼクティブ・プロデューサー：菅原潤一（Guan Barl）
- エグゼクティブ・プロデューサー：大谷英彦（Sony Music Labels Inc）